# Óvalo de Modjadjiskloof
El Óvalo de Modjadjiskloof (en inglés: Modjadjiskloof Oval) es un campo de críquet en Modjadjiskloof, un pequeño pueblo situado a los pies de la cordillera de la provincia de Limpopo, en Sudáfrica. Antes de 2004, fue llamado también como Duiwelskloof. Fue el estadio del equipo de críquett de Limpopo para los partidos de críquet provinciales durante la temporada 2006-2007.